# کودوکرکو برانش
شهر کودوکرکو برانش (به فرانسوی: Coudekerque-Branche) در شهرستان نور (فرانسه) در ناحیه شمال کاله با جمعیت ۲۲٬۹۹۴ نفر در کشور فرانسه واقع شده است